# Río La Caleta
El río La Caleta es un curso natural de agua que nace en el centro de la península de Brunswick y fluye con dirección general norte hasta desembocar en la caleta Camden del seno Otway, en la Región de Magallanes, Chile.
No confundir con el río Caleta que fluye en la isla Grande de Tierra del Fuego. 

## Historia
Luis Risopatrón lo describe brevemente en su Diccionario Jeográfico de Chile de 1924:: 120 
Caleta (Rio La) 53° 15' 71° 35'. Corre hacia el N, en la parte N de la península de Brunswick i se vacia en la caleta Camden, de las aguas de Otway. 1, XXVI, p. 441 i carta 111; i 156.